# Campeonato Uruguayo de Primera División 2015-16
El Campeonato Uruguayo 2015-16, denominado Héctor Rivadavia Gómez, constituyó el 112.º torneo de primera división del fútbol uruguayo organizado por la AUF, correspondiente a la temporada 2015-2016.
En esta edición se marcó el debut absoluto de Villa Teresa y el sorteo dictaminó que tuviera que iniciarse con el vigente campeón, Nacional en el Gran Parque Central. 
El campeonato empezó a disputarse el sábado 15 de agosto de 2015, con los partidos Plaza-Rentistas y River-Fénix. El torneo Apertura se denominó «Ramón Barreto», mientras que el Clausura se llamó «100 años del Centro Atlético Fénix».
Peñarol se proclamó campeón tras obtener el Torneo Apertura y ganar la tabla anual, para luego derrotar a Plaza Colonia en la semifinal 3 a 1.

## Equipos participantes
En esta edición como novedad se da el debut absoluto en la categoría de Villa Teresa, siendo el equipo número 57 en participar de un Campeonato Uruguayo de Primera División.

### Relevos temporada anterior
| Club          | Ascendido como                            |
| ------------- | ----------------------------------------- |
| Liverpool     | Campeón Segunda División 2014-15          |
| Plaza Colonia | Subcampeón Segunda División 2014-15       |
| Villa Teresa  | Ganador playoffs Segunda División 2014-15 |

| Club           | Descendido como                |
| -------------- | ------------------------------ |
| Atenas         | 14° Tabla del descenso 2014-15 |
| Tacuarembó     | 15° Tabla del descenso 2014-15 |
| Rampla Juniors | 16° Tabla del descenso 2014-15 |

### Datos de los equipos
Notas:
- Todos los datos estadísticos corresponden únicamente a los Campeonatos Uruguayos organizados por la Asociación Uruguaya de Fútbol, no se incluyen los torneos de la FUF de 1923, 1924 ni el Torneo del Consejo Provisorio 1926 en las temporadas contadas. Las fechas de fundación de los equipos son las declaradas por los propios clubes implicados.

|  | Club                 |  | Ciudad      | Estadio                | Capacidad | Fundación                | Temporadas | Temporadas Consecutivas | Títulos | 2014/15  |
|  | -------------------- |  | ----------- | ---------------------- | --------- | ------------------------ | ---------- | ----------------------- | ------- | -------- |
|  | Cerro                |  | Montevideo  | Luis Tróccoli          | 25 000    | 1 de diciembre de 1922   | 78         | 9                       | —       | 14.º     |
|  | Danubio              |  | Montevideo  | Jardines del Hipódromo | 18 000    | 1 de marzo de 1932       | 66         | 46                      | 4       | 4.º      |
|  | Defensor Sporting    |  | Montevideo  | Luis Franzini          | 16 000    | 15 de marzo de 1913      | 89         | 51                      | 4       | 5.º      |
|  | El Tanque Sisley     |  | Florida     | Campeones Olímpicos    | 7 000     | 17 de marzo de 1955      | 6          | 5                       | —       | 10.º     |
|  | Fénix                |  | Montevideo  | Parque Capurro         | 5 500     | 7 de julio de 1916       | 34         | 7                       | —       | 9.º      |
|  | Juventud             |  | Las Piedras | Parque Artigas         | 5 500     | 24 de diciembre de 1935  | 10         | 4                       | —       | 6.º      |
|  | Liverpool            |  | Montevideo  | Belvedere              | 8 500     | 15 de febrero de 1915    | 64         | 1                       | —       | (SD) 1.º |
|  | Montevideo Wanderers |  | Montevideo  | Parque Viera           | 10 000    | 15 de agosto de 1902     | 99         | 16                      | 3       | 11.º     |
|  | Nacional             |  | Montevideo  | Gran Parque Central    | 26 500    | 14 de mayo de 1899       | 111        | 111                     | 45      | 1.º      |
|  | Peñarol              |  | Montevideo  | Campeón del Siglo      | 40 000    | 28 de septiembre de 1891 | 95         | 74                      | 43      | 2.°      |
|  | Plaza Colonia        |  | Colonia     | Alberto Suppici        | 15 000    | 22 de abril de 1917      | 6          | 1                       | —       | (SD) 2º  |
|  | Racing               |  | Montevideo  | Parque Roberto         | 8 500     | 6 de abril de 1919       | 49         | 8                       | —       | 7.º      |
|  | Rentistas            |  | Montevideo  | Complejo Rentistas     | 10 600    | 26 de marzo de 1933      | 26         | 3                       | —       | 13.º     |
|  | River Plate          |  | Montevideo  | Parque Saroldi         | 5 165     | 11 de mayo de 1932       | 67         | 12                      | —       | 3.º      |
|  | Sud América          |  | San José    | C. Martínez Laguarda   | 3 810     | 15 de febrero de 1914    | 49         | 3                       | —       | 8.º      |
|  | Villa Teresa         |  | Montevideo  | José Nasazzi           | 5 002     | 1 de junio de 1941       | 1          | 1                       | —       | (SD) 3.º |

| Ubicación de los Estadios donde generalmente ofician de local los equipos | | |
| Escala nacional                                                           | Escala montevideana                                                                                                 | Escala montevideana |
| Juventud El Tanque Plaza IASA Montevideo (12 equipos)                     | Cerro Liverpool Defensor Nacional Peñarol* (AP) Peñarol (CL) Racing Wanderers Teresa* River Fénix Danubio Rentistas | - Plaza Colonia está oficiando de local en el estadio Alberto Suppici de la ciudad de Colonia del Sacramento. - Sud América está oficiando de local en el estadio Casto Martínez Laguarda de la ciudad de San José de Mayo a 95 kilómetros de Montevideo. - El Tanque Sisley está oficiando de local en el estadio Campeones Olímpicos de la ciudad de Florida a 98 kilómetros de Montevideo. - Villa Teresa está oficiando de local en el estadio José Nasazzi de la ciudad de Montevideo. - Peñarol está oficiando de local en el estadio Centenario de la ciudad de Montevideo. |

Notas:
- Los círculos en color azul señalan en el plano nacional a los equipos que no son originalmente locatarios en esa ciudad; en el plano montevideano, señala a los equipos a los que no les pertenece el estadio que están usufructuando como locatarios.
- Peñarol jugaría de local en el Estadio Centenario durante el Torneo Apertura, y en su estadio propio (en caso de estar finalizado) durante el Torneo Clausura.

#### Entrenadores
Listado de los entrenadores que empezaron el campeonato dirigiendo a cada uno de los equipos.
| Club                 | Entrenador          | Comentarios                                                  |
| -------------------- | ------------------- | ------------------------------------------------------------ |
| Cerro                | Eduardo Acevedo     | Nuevo                                                        |
| Danubio              | Jorge Castelli      | Nuevo                                                        |
| Defensor Sporting    | Juan Tejera         | Nuevo                                                        |
| El Tanque Sisley     | Julio César Antúnez | Continúa de la temporada anterior                            |
| Fénix                | Rosario Martínez    | Continúa de la temporada anterior                            |
| Juventud             | Jorge Giordano      | Continúa de la temporada anterior                            |
| Liverpool            | Juan Verzeri        | Nuevo                                                        |
| Montevideo Wanderers | Gastón Machado      | Nuevo                                                        |
| Nacional             | Gustavo Munúa       | Nuevo                                                        |
| Peñarol              | Pablo Bengoechea    | Continúa                                                     |
| Plaza Colonia        | Eduardo Espinel     | Continúa de la temporada anterior                            |
| Racing               | Santiago Ostolaza   | Continúa de la temporada anterior                            |
| Rentistas            | Valentín Villazán   | Nuevo                                                        |
| River Plate          | Juan Ramón Carrasco | Nuevo                                                        |
| Sud América          | Jorge Vivaldo       | Continúa de la temporada anterior                            |
| Villa Teresa         | Vito Beato          | Continúa de la temporada anterior (8 temporadas en el cargo) |

#### Cambios de entrenador
| Fecha del cambio | Equipo      | Fecha del campeonato | Posición | DT saliente       | Situación | Motivo                                                                     | DT nuevo               | Debut                  |
| ---------------- | ----------- | -------------------- | -------- | ----------------- | --------- | -------------------------------------------------------------------------- | ---------------------- | ---------------------- |
| 26 sep 2015      | Danubio     | 6.ª del Apertura     | 8.º      | Jorge Castelli    | Renuncia  | Malos resultados (6 partidos jugados: 2 victorias, un empate y 3 derrotas) | Luis González          | vs. Racing (0:0)       |
| 1 sep 2015       | Racing      | 3.ª del Apertura     | 15.º     | Santiago Ostolaza | Cesado    | Malos resultados (3 partidos jugados: una victoria y 2 derrotas)           | Ramón Darío Larrosa    | vs. IASA (2:0)         |
| 4 oct 2015       | Sud América | 8.ª del Apertura     | 10.º     | Jorge Vivaldo     | Cesado    | Malos resultados (8 partidos jugados: 1 victorias, 3 empates y 4 derrotas) | Julio Avelino Comesaña | vs. Villa Teresa (3:1) |

## Sistema de disputa
Los 16 equipos participantes disputarán dos torneos, Apertura y Clausura, a fines de 2015 y principios de 2016 respectivamente. Ambos torneos serán en la modalidad de todos contra todos a una sola ronda. También se confeccionará una Tabla Anual que se calculará como la suma de las tablas de ambos torneos.

### Campeón uruguayo
Para determinar el equipo que se consagrará campeón de la temporada, se jugarán una semifinal y dos posteriores finales, todas en caso de ser necesario. Primero se disputará un partido entre los campeones de los torneos cortos. El ganador de este partido se enfrentará al ganador de la Tabla Anual en una serie final de dos partidos. El ganador de la serie se determinará en primera instancia por puntos, luego por diferencia de goles; y en caso de permanecer empatados se procederá a disputar un alargue y penales en caso de mantenerse la paridad.
Vale aclarar ciertas excepciones a estos procedimientos de disputa. En caso de que el mismo equipo obtenga los torneos Apertura y Clausura, y por consiguiente la Tabla Anual, se convertirá en el campeón uruguayo. También podría suceder que el ganador de la semifinal fuese el mismo equipo que el ganador de la Tabla Anual, por lo que también así se consagraría automáticamente campeón.

### Cobertura mediática
El canal VTV transmitirá cuatro partidos por jornada en vivo y por Gol TV en diferido.

## Torneo Apertura
El Apertura consta de una ronda de todos contra todos que se disputa a partir del mes de agosto y finalizó en diciembre. El ganador del mismo se clasificó para disputar la semifinal por el título de campeón uruguayo de la temporada contra el equipo que resultó ganador del Torneo Clausura.

### Fixture
| River Plate       | 1:2 | Fénix        | Parque Saroldi      | 15 de agosto    | 15:00 |
| Plaza Colonia     | 1:2 | Rentistas    | Alberto Suppici     | 15 de agosto    | 15:00 |
| Nacional          | 4:1 | Villa Teresa | Gran Parque Central | 15 de agosto    | 18:00 |
| Wanderers         | 1:1 | Liverpool    | Parque Viera        | 16 de agosto    | 15:00 |
| El Tanque Sisley  | 2:3 | Racing       | Campeones Olímpicos | 16 de agosto    | 15:00 |
| Cerro             | 0:3 | Peñarol      | Centenario          | 16 de agosto    | 15:00 |
| Juventud          | 0:2 | Danubio      | Parque Artigas      | 16 de agosto    | 15:00 |
| Defensor Sporting | 1:2 | Sud América  | Luis Franzini       | 2 de septiembre | 19:00 |

| Villa Teresa | 2:3 | Wanderers         | Parque José Nasazzi     | 22 de agosto    | 15:00 |
| Peñarol      | 2:2 | El Tanque Sisley  | Parque Viera            | 22 de agosto    | 15:00 |
| Racing       | 3:1 | Defensor Sporting | Parque Roberto          | 22 de agosto    | 15:00 |
| Sud América  | 1:1 | Fénix             | Casto Martínez Laguarda | 22 de agosto    | 15:00 |
| Liverpool    | 1:2 | Plaza Colonia     | Belvedere               | 23 de agosto    | 15:00 |
| Danubio      | 3:1 | Cerro             | Jardines del Hipódromo  | 23 de agosto    | 15:00 |
| Nacional     | 2:1 | River Plate       | Gran Parque Central     | 23 de agosto    | 18:00 |
| Juventud     | 0:3 | Rentistas         | Parque Artigas          | 2 de septiembre | 15:00 |

| River Plate       | 2:0 | Sud América  | Parque Saroldi      | 29 de agosto    | 15:00 |
| Fénix             | 3:1 | Racing       | Parque Capurro      | 29 de agosto    | 15:00 |
| Cerro             | 1:0 | Rentistas    | Luis Tróccoli       | 29 de agosto    | 15:00 |
| Plaza Colonia     | 0:1 | Villa Teresa | Alberto Suppici     | 29 de agosto    | 15:00 |
| El Tanque Sisley  | 1:0 | Danubio      | Campeones Olímpicos | 30 de agosto    | 15:00 |
| Wanderers         | 2:1 | Nacional     | Parque Viera        | 30 de agosto    | 15:00 |
| Defensor Sporting | 3:1 | Peñarol      | Luis Franzini       | 30 de agosto    | 18:00 |
| Juventud          | 1:0 | Liverpool    | Parque Artigas      | 9 de septiembre | 15:00 |

| Wanderers    | 5:1 | River Plate       | Parque Viera           | 5 de septiembre | 15:00 |
| Liverpool    | 1:0 | Cerro             | Belvedere              | 5 de septiembre | 15:00 |
| Peñarol      | 2:1 | Fénix             | Luis Franzini          | 5 de septiembre | 16:00 |
| Villa Teresa | 0:0 | Juventud          | Parque José Nasazzi    | 6 de septiembre | 15:00 |
| Rentistas    | 0:2 | El Tanque Sisley  | Complejo Rentistas     | 6 de septiembre | 15:00 |
| Racing       | 2:0 | Sud América       | Parque Roberto         | 6 de septiembre | 15:00 |
| Danubio      | 2:3 | Defensor Sporting | Jardines del Hipódromo | 6 de septiembre | 15:15 |
| Nacional     | 1:0 | Plaza Colonia     | Gran Parque Central    | 6 de septiembre | 18:15 |

| Defensor Sporting | 2:0 | Rentistas    | Luis Franzini       | 11 de septiembre | 20:15 |
| Fénix             | 2:1 | Danubio      | Parque Capurro      | 12 de septiembre | 15:30 |
| Juventud          | 2:3 | Nacional     | Centenario          | 12 de septiembre | 16:00 |
| Plaza Colonia     | 1:1 | Wanderers    | Alberto Suppici     | 13 de septiembre | 15:30 |
| El Tanque Sisley  | 0:1 | Liverpool    | Campeones Olímpicos | 13 de septiembre | 15:30 |
| Cerro             | 3:1 | Villa Teresa | Luis Tróccoli       | 13 de septiembre | 15:30 |
| River Plate       | 3:1 | Racing       | Parque Saroldi      | 13 de septiembre | 15:30 |
| Sud América       | 1:4 | Peñarol      | Centenario          | 13 de septiembre | 18:30 |

| Danubio       | 1:1 | Sud América       | Jardines del Hipódromo | 19 de septiembre | 15:30 |
| Liverpool     | 2:1 | Defensor Sporting | Belvedere              | 19 de septiembre | 15:30 |
| Villa Teresa  | 0:1 | El Tanque Sisley  | Parque José Nasazzi    | 19 de septiembre | 15:30 |
| Peñarol       | 3:1 | Racing            | Centenario             | 19 de septiembre | 18:30 |
| Rentistas     | 0:0 | Fénix             | Complejo Rentistas     | 20 de septiembre | 15:30 |
| Plaza Colonia | 3:2 | River Plate       | Alberto Suppici        | 20 de septiembre | 15:30 |
| Wanderers     | 0:1 | Juventud          | Parque Viera           | 20 de septiembre | 15:30 |
| Nacional      | 4:3 | Cerro             | Gran Parque Central    | 20 de septiembre | 18:30 |

| Sud América       | 3:3 | Rentistas     | Casto Martínez Laguarda | 26 de septiembre | 15:30 |
| Fénix             | 1:1 | Liverpool     | Parque Capurro          | 26 de septiembre | 15:30 |
| Racing            | 0:0 | Danubio       | Parque Roberto          | 26 de septiembre | 15:30 |
| El Tanque Sisley  | 1:1 | Nacional      | Campeones Olímpicos     | 26 de septiembre | 16:00 |
| Defensor Sporting | 1:1 | Villa Teresa  | Luis Franzini           | 27 de septiembre | 15:30 |
| Cerro             | 1:0 | Wanderers     | Luis Tróccoli           | 27 de septiembre | 15:30 |
| Juventud          | 1:1 | Plaza Colonia | Parque Artigas          | 27 de septiembre | 15:30 |
| River Plate       | 4:0 | Peñarol       | Centenario              | 27 de septiembre | 18:30 |

| Rentistas     | 0:0 | Racing            | Complejo Rentistas     | 3 de octubre | 15:30 |
| Villa Teresa  | 0:2 | Fénix             | Parque Jose Nasazzi    | 3 de octubre | 15:30 |
| Danubio       | 0:1 | Peñarol           | Jardines del Hipódromo | 3 de octubre | 15:30 |
| Liverpool     | 1:0 | Sud América       | Belvedere              | 4 de octubre | 14:30 |
| Plaza Colonia | 0:1 | Cerro             | Alberto Suppici        | 4 de octubre | 15:30 |
| Wanderers     | 1:0 | El Tanque Sisley  | Parque Viera           | 4 de octubre | 15:30 |
| Juventud      | 2:3 | River Plate       | Parque Artigas         | 4 de octubre | 15:30 |
| Nacional      | 4:0 | Defensor Sporting | Gran Parque Central    | 4 de octubre | 18:00 |

| Defensor Sporting | 2:3 | Wanderers     | Luis Franzini           | 16 de octubre | 20:30 |
| Sud América       | 3:1 | Villa Teresa  | Casto Martínez Laguarda | 17 de octubre | 15:30 |
| Cerro             | 4:1 | Juventud      | Luis Tróccoli           | 17 de octubre | 15:30 |
| Fénix             | 0:2 | Nacional      | Centenario              | 17 de octubre | 18:00 |
| Racing            | 3:1 | Liverpool     | Parque Roberto          | 18 de octubre | 15:00 |
| River Plate       | 2:1 | Danubio       | Parque Saroldi          | 18 de octubre | 15:30 |
| El Tanque Sisley  | 0:1 | Plaza Colonia | Campeones Olímpicos     | 18 de octubre | 15:30 |
| Peñarol           | 1:0 | Rentistas     | Centenario              | 18 de octubre | 18:00 |

| Plaza Colonia | 0:0 | Defensor Sporting | Alberto Suppici     | 23 de octubre | 20:30 |
| Wanderers     | 1:1 | Fénix             | Parque Viera        | 24 de octubre | 15:30 |
| Rentistas     | 0:2 | Danubio           | Parque Capurro      | 24 de octubre | 15:30 |
| Nacional      | 1:2 | Sud América       | Gran Parque Central | 24 de octubre | 18:00 |
| Cerro         | 1:1 | River Plate       | Luis Tróccoli       | 25 de octubre | 11:00 |
| Juventud      | 1:0 | El Tanque Sisley  | Parque Artigas      | 25 de octubre | 15:30 |
| Villa Teresa  | 1:2 | Racing            | Parque José Nasazzi | 25 de octubre | 15:30 |
| Liverpool     | 1:3 | Peñarol           | Belvedere           | 25 de octubre | 16:00 |

| Fénix             | 0:0 | Plaza Colonia | Parque Capurro          | 31 de octubre  | 15:30 |
| Sud América       | 1:0 | Wanderers     | Casto Martínez Laguarda | 31 de octubre  | 15:30 |
| Racing            | 2:2 | Nacional      | Centenario              | 31 de octubre  | 18:00 |
| Defensor Sporting | 4:1 | Juventud      | Luis Franzini           | 31 de octubre  | 20:00 |
| El Tanque Sisley  | 2:3 | Cerro         | Campeones Olímpicos     | 1 de noviembre | 15:30 |
| River Plate       | 2:3 | Rentistas     | Parque Saroldi          | 1 de noviembre | 15:30 |
| Danubio           | 4:0 | Liverpool     | Jardines del Hipódromo  | 1 de noviembre | 15:30 |
| Peñarol           | 4:1 | Villa Teresa  | Centenario              | 1 de noviembre | 18:00 |

| Plaza Colonia    | 1:1 | Sud América       | Alberto Suppici     | 6 de noviembre | 20:00 |
| El Tanque Sisley | 2:1 | River Plate       | Campeones Olímpicos | 6 de noviembre | 20:30 |
| Wanderers        | 2:2 | Racing            | Parque Viera        | 7 de noviembre | 16:00 |
| Cerro            | 2:3 | Defensor Sporting | Luis Troccoli       | 7 de noviembre | 16:00 |
| Villa Teresa     | 0:1 | Danubio           | Parque José Nasazzi | 7 de noviembre | 16:00 |
| Juventud         | 0:1 | Fénix             | Parque Artigas      | 8 de noviembre | 11:00 |
| Liverpool        | 0:3 | Rentistas         | Belvedere           | 8 de noviembre | 11:00 |
| Nacional         | 1:1 | Peñarol           | Centenario          | 8 de noviembre | 16:00 |

| Defensor Sporting | 2:2 | El Tanque Sisley | Luis Franzini           | 20 de noviembre | 20:30 |
| River Plate       | 2:2 | Liverpool        | Parque Saroldi          | 21 de noviembre | 16:00 |
| Rentistas         | 1:0 | Villa Teresa     | Parque Capurro          | 21 de noviembre | 16:00 |
| Danubio           | 2:0 | Nacional         | Jardines del Hipódromo  | 21 de noviembre | 16:00 |
| Sud América       | 1:1 | Juventud         | Casto Martínez Laguarda | 21 de noviembre | 16:00 |
| Fénix             | 0:1 | Cerro            | Parque Capurro          | 22 de noviembre | 10:30 |
| Racing            | 2:2 | Plaza Colonia    | Parque Roberto          | 22 de noviembre | 16:00 |
| Peñarol           | 1:1 | Wanderers        | Centenario              | 22 de noviembre | 18:00 |

| Defensor Sporting | 1:2 | River Plate | Luis Franzini       | 27 de noviembre | 20:30 |
| El Tanque Sisley  | 1:0 | Fénix       | Campeones Olímpicos | 27 de noviembre | 20:30 |
| Cerro             | 2:0 | Sud América | Luis Tróccoli       | 28 de noviembre | 16:00 |
| Plaza Colonia     | 1:1 | Peñarol     | Centenario          | 28 de noviembre | 19:00 |
| Wanderers         | 0:0 | Danubio     | Parque Viera        | 29 de noviembre | 15:00 |
| Villa Teresa      | 0:1 | Liverpool   | Parque José Nasazzi | 29 de noviembre | 16:00 |
| Juventud          | 3:2 | Racing      | Parque Artigas      | 29 de noviembre | 16:00 |
| Nacional          | 3:2 | Rentistas   | Gran Parque Central | 29 de noviembre | 18:00 |

| River Plate | 4:0 | Villa Teresa      | Parque Saroldi          | 5 de diciembre | 16:00 |
| Rentistas   | 1:2 | Wanderers         | Complejo Rentistas      | 5 de diciembre | 16:00 |
| Sud América | 1:1 | El Tanque Sisley  | Casto Martínez Laguarda | 5 de diciembre | 16:00 |
| Fénix       | 3:0 | Defensor Sporting | Parque Capurro          | 5 de diciembre | 16:00 |
| Danubio     | 2:2 | Plaza Colonia     | Jardines del Hipódromo  | 5 de diciembre | 16:00 |
| Racing      | 0:2 | Cerro             | Parque Roberto          | 6 de diciembre | 10:00 |
| Liverpool   | 2:3 | Nacional          | Belvedere               | 6 de diciembre | 16:00 |
| Peñarol     | 1:0 | Juventud          | Centenario              | 6 de diciembre | 16:00 |

### Posiciones
|                                                    | Pos. |  | Equipos              | Mov. | PJ | PG | PE | PP | GF | GC | DG  | Puntos |
| -------------------------------------------------- | ---- |  | -------------------- | ---- | -- | -- | -- | -- | -- | -- | --- | ------ |
|                                                    | 1    |  | Peñarol              |      | 15 | 9  | 4  | 2  | 28 | 17 | 11  | 31     |
|                                                    | 2    |  | Nacional             |      | 15 | 9  | 3  | 3  | 32 | 21 | 11  | 30     |
|                                                    | 3    |  | Cerro                |      | 15 | 9  | 1  | 5  | 25 | 19 | 6   | 28     |
|                                                    | 4    |  | Montevideo Wanderers |      | 15 | 6  | 6  | 3  | 22 | 16 | 6   | 24     |
|                                                    | 5    |  | River Plate          |      | 15 | 7  | 2  | 6  | 31 | 25 | 6   | 23     |
|                                                    | 6    |  | Fénix                |      | 15 | 6  | 5  | 4  | 17 | 12 | 5   | 23     |
|                                                    | 7    |  | Danubio              |      | 15 | 6  | 4  | 5  | 21 | 13 | 8   | 22     |
|                                                    | 8    |  | Defensor Sporting    |      | 15 | 6  | 3  | 6  | 25 | 25 | 0   | 21     |
|                                                    | 9    |  | El Tanque Sisley     |      | 15 | 5  | 4  | 6  | 17 | 17 | 0   | 19     |
|                                                    | 10   |  | Rentistas            |      | 15 | 5  | 3  | 7  | 18 | 19 | -1  | 18     |
|                                                    | 11   |  | Sud América          |      | 15 | 4  | 6  | 5  | 17 | 22 | -5  | 18     |
|                                                    | 12   |  | Liverpool            |      | 15 | 5  | 3  | 7  | 15 | 24 | -9  | 18     |
|                                                    | 13   |  | Plaza Colonia        |      | 15 | 3  | 8  | 4  | 15 | 16 | -1  | 17     |
|                                                    | 14   |  | Racing               |      | 15 | 4  | 5  | 6  | 21 | 26 | -5  | 17     |
|                                                    | 15   |  | Juventud             |      | 15 | 4  | 3  | 8  | 14 | 25 | -11 | 15     |
|                                                    | 16   |  | Villa Teresa         |      | 15 | 1  | 2  | 12 | 9  | 30 | -21 | 5      |
| Última actualización: 6 de diciembre 20:42 (GMT-3) |      |  |                      |      |    |    |    |    |    |    |     |        |

- El campeón del Torneo Apertura clasifica (en caso de no hacerlo a la Copa Libertadores) a la Copa Sudamericana automáticamente, perdiendo su cupo el peor clasificado a este torneo de la Tabla Anual.

|  | Ganador del Torneo Apertura. Avanza a la Semifinal del Campeonato Uruguayo. |

### Evolución de la clasificación
| Equipo            | 1  | 2  | 3  | 4  | 5  | 6  | 7  | 8  | 9  | 10 | 11 | 12 | 13 | 14 | 15 |
| ----------------- | -- | -- | -- | -- | -- | -- | -- | -- | -- | -- | -- | -- | -- | -- | -- |
| Cerro             | 16 | 16 | 13 | 16 | 12 | 13 | 9  | 8  | 6  | 6  | 3  | 6  | 3  | 3  | 3  |
| Danubio           | 3  | 2  | 5  | 7  | 8  | 8  | 10 | 11 | 14 | 12 | 10 | 7  | 5  | 4  | 7  |
| Defensor Sporting | 9  | 6  | 3  | 2  | 1  | 3  | 2  | 6  | 8  | 7  | 5  | 3  | 4  | 6  | 8  |
| El Tanque Sisley  | 11 | 11 | 8  | 5  | 6  | 6  | 6  | 9  | 9  | 13 | 14 | 12 | 12 | 10 | 9  |
| Fénix             | 5  | 5  | 1  | 6  | 5  | 5  | 4  | 3  | 5  | 5  | 6  | 4  | 7  | 8  | 6  |
| Juventud          | 14 | 14 | 16 | 13 | 15 | 11 | 13 | 14 | 15 | 14 | 15 | 15 | 15 | 15 | 15 |
| Liverpool         | 7  | 12 | 14 | 10 | 7  | 7  | 7  | 5  | 7  | 9  | 11 | 14 | 14 | 11 | 12 |
| Nacional          | 1  | 1  | 4  | 3  | 2  | 1  | 1  | 1  | 1  | 1  | 2  | 2  | 2  | 2  | 2  |
| Peñarol           | 2  | 3  | 7  | 4  | 4  | 2  | 3  | 2  | 2  | 2  | 1  | 1  | 1  | 1  | 1  |
| Plaza Colonia     | 12 | 8  | 10 | 14 | 13 | 9  | 11 | 12 | 10 | 10 | 12 | 13 | 13 | 14 | 13 |
| Racing            | 4  | 9  | 11 | 9  | 11 | 14 | 14 | 13 | 11 | 8  | 8  | 9  | 10 | 12 | 14 |
| Rentistas         | 6  | 7  | 6  | 8  | 9  | 10 | 12 | 10 | 12 | 15 | 13 | 11 | 8  | 9  | 10 |
| River Plate       | 13 | 13 | 9  | 15 | 10 | 12 | 8  | 7  | 4  | 4  | 7  | 8  | 9  | 7  | 5  |
| Sud América       | 10 | 10 | 15 | 12 | 16 | 15 | 15 | 15 | 13 | 11 | 9  | 10 | 11 | 13 | 11 |
| Villa Teresa      | 15 | 15 | 12 | 11 | 14 | 16 | 16 | 16 | 16 | 16 | 16 | 16 | 16 | 16 | 16 |
| Wanderers         | 8  | 4  | 2  | 1  | 3  | 4  | 5  | 4  | 3  | 3  | 4  | 5  | 6  | 5  | 4  |

### Goleadores Apertura
| Jugador         | Equipo      | Goles | Jugada | Cabeza | Falta | Penal |
| --------------- | ----------- | ----- | ------ | ------ | ----- | ----- |
| Santiago García | River Plate | 10    | 6      | 2      | 0     | 2     |
| Junior Arias    | Liverpool   | 9     | 7      | 0      | 0     | 2     |
| Iván Alonso     | Nacional    | 8     | 3      | 2      | 0     | 3     |
| Kevin Ramírez   | Wanderers   | 8     | 6      | 2      | 0     | 0     |

## Torneo Clausura
El Clausura consta de una ronda de todos contra todos que se disputará a partir del mes de febrero y finalizará en junio. El ganador se clasificará para disputar la semifinal por el título de campeón uruguayo de la temporada contra el equipo que resultó ganador del torneo Apertura.

### Entrenadores
Listado de los entrenadores que empezaron el torneo dirigiendo a cada uno de los equipos.
| Club                 | Entrenador          | Comentarios                                                  |
| -------------------- | ------------------- | ------------------------------------------------------------ |
| Cerro                | Gustavo Ferrín      | Nuevo                                                        |
| Danubio              | Leonardo Ramos      | Nuevo                                                        |
| Defensor Sporting    | Eduardo Acevedo     | Nuevo                                                        |
| El Tanque Sisley     | Gabriel Corral      | Nuevo                                                        |
| Fénix                | Rosario Martínez    | Continúa de la temporada anterior                            |
| Juventud             | Jorge Giordano      | Continúa de la temporada anterior                            |
| Liverpool            | Mario Saralegui     | Nuevo                                                        |
| Montevideo Wanderers | Gastón Machado      | Nuevo                                                        |
| Nacional             | Gustavo Munúa       | Nuevo                                                        |
| Peñarol              | Jorge da Silva      | Nuevo                                                        |
| Plaza Colonia        | Eduardo Espinel     | Continúa de la temporada anterior                            |
| Racing               | Ney Morales         | Nuevo                                                        |
| Rentistas            | Valentín Villazán   | Nuevo                                                        |
| River Plate          | Juan Ramón Carrasco | Nuevo                                                        |
| Sud América          | Julio Fuentes       | Nuevo                                                        |
| Villa Teresa         | Vito Beato          | Continúa de la temporada anterior (8 temporadas en el cargo) |

#### Cambios de entrenador
| Fecha del cambio | Equipo            | Fecha del campeonato | Posición | DT saliente         | Situación | Motivo                                 | DT nuevo         | Debut                  |
| ---------------- | ----------------- | -------------------- | -------- | ------------------- | --------- | -------------------------------------- | ---------------- | ---------------------- |
| 17 de febrero    | Defensor Sporting | 3ª jornada           | 14°      | Juan Tejera         | Renuncia  | Malos Resultados (2PJ; 0PG; 0PE; 2PP)  | Eduardo Acevedo  | vs. Peñarol (1-5)      |
| 21 de febrero    | Liverpool         | 3ª jornada           | 15°      | Gabriel Oroza       | Cesado    | Malos Resultados (3PJ; 0PG; 0PE; 3PP)  | Mario Saralegui  | vs. Cerro (0-1)        |
| 22 de marzo      | Danubio           | 6ª jornada           | 15°      | Luis González       | Cesado    | Malos Resultados (6PJ; 1PG; 1PE; 4PP)  | Pablo Gaglianone | vs. Racing (1-1)       |
| 20 de abril      | Sud América       | 8ª jornada           | 8°       | Julio A. Comesaña   | Renunció  | Malos Resultados                       | Julio Fuentes    | vs. Villa Teresa (1-0) |
| 2 de mayo        | Danubio           | 10ª jornada          | 16°      | Pablo Gaglianone    | Renunció  | Malos Resultados (10PJ; 1PG; 2PE; 7PP) | Leonardo Ramos   | vs. Liverpool (3-0)    |
| 2 de mayo        | El Tanque Sisley  | 10ª jornada          | 15°      | Julio César Antúnez | Renunció  | Malos Resultados (10PJ; 2PG; 1PE; 7PP) | Gabriel Corral   | vs.Cerro (0-2)         |
| 15 de mayo       | Racing            | 12ª jornada          | 14°      | Sebastián Taramasco | Renunció  | Malos Resultados (12PJ; 2PG; 3PE; 7PP) | Ney Morales      | vs.Plaza Colonia (2-2) |

### Fixture
| Fénix        | 1:1 | River Plate       | Parque Capurro          | 6 de febrero | 17:00 |
| Rentistas    | 1:3 | Plaza Colonia     | Complejo Rentistas      | 6 de febrero | 17:00 |
| Liverpool    | 1:4 | Wanderers         | Belvedere               | 6 de febrero | 17:00 |
| Villa Teresa | 0:3 | Nacional          | Domingo Burgueño        | 6 de febrero | 20:00 |
| Sud América  | 2:0 | Defensor Sporting | Casto Martínez Laguarda | 6 de febrero | 20:00 |
| Peñarol      | 2:1 | Cerro             | Parque Viera            | 7 de febrero | 17:00 |
| Danubio      | 2:1 | Juventud          | Jardines del Hipódromo  | 7 de febrero | 17:00 |
| Racing       | 2:0 | El Tanque Sisley  | Parque Roberto          | 7 de febrero | 17:00 |

| Wanderers         | 2:3 | Villa Teresa | Parque Viera         | 13 de febrero | 17:00 |
| Fénix             | 2:0 | Sud América  | Parque Capurro       | 13 de febrero | 17:00 |
| River Plate       | 0:3 | Nacional     | Domingo Burgueño     | 13 de febrero | 17:00 |
| El Tanque Sisley  | 0:2 | Peñarol      | Atilio Paiva Olivera | 13 de febrero | 20:00 |
| Plaza Colonia     | 1:0 | Liverpool    | Alberto Suppici      | 13 de febrero | 20:00 |
| Cerro             | 1:0 | Danubio      | Parque José Nasazzi  | 14 de febrero | 17:00 |
| Rentistas         | 2:1 | Juventud     | Complejo Rentistas   | 14 de febrero | 17:00 |
| Defensor Sporting | 1:3 | Racing       | Luis Franzini        | 14 de febrero | 19:30 |

| Rentistas    | 0:0 | Cerro             | Complejo Rentistas      | 20 de febrero | 16:30 |
| Racing       | 2:2 | Fénix             | Parque Roberto          | 20 de febrero | 16:30 |
| Sud América  | 2:1 | River Plate       | Casto Martínez Laguarda | 20 de febrero | 20:00 |
| Nacional     | 2:1 | Wanderers         | Gran Parque Central     | 20 de febrero | 20:00 |
| Danubio      | 3:3 | El Tanque Sisley  | Jardines del Hipódromo  | 21 de febrero | 16:30 |
| Liverpool    | 1:3 | Juventud          | Belvedere               | 21 de febrero | 16:30 |
| Villa Teresa | 1:1 | Plaza Colonia     | Parque José Nasazzi     | 21 de febrero | 16:30 |
| Peñarol      | 5:1 | Defensor Sporting | Centenario              | 21 de febrero | 20:00 |

| River Plate       | 1:1 | Wanderers    | Parque Saroldi          | 27 de febrero | 16:30 |
| Sud América       | 2:2 | Racing       | Casto Martínez Laguarda | 27 de febrero | 16:30 |
| Juventud          | 0:1 | Villa Teresa | Parque Artigas          | 27 de febrero | 16:30 |
| Fénix             | 2:0 | Peñarol      | Centenario              | 27 de febrero | 20:00 |
| Cerro             | 1:0 | Liverpool    | Parque José Nasazzi     | 28 de febrero | 16:30 |
| El Tanque Sisley  | 2:1 | Rentistas    | Campeones Olímpicos     | 28 de febrero | 16:30 |
| Defensor Sporting | 3:2 | Danubio      | Luis Franzini           | 28 de febrero | 16:30 |
| Plaza Colonia     | 2:0 | Nacional     | Alberto Suppici         | 28 de febrero | 20:00 |

| Liverpool    | 0:1 | El Tanque Sisley  | Belvedere              | 5 de marzo | 16:30 |
| Villa Teresa | 0:1 | Cerro             | Parque José Nasazzi    | 5 de marzo | 16:30 |
| Peñarol      | 1:1 | Sud América       | Domingo Burgueño       | 5 de marzo | 20:00 |
| Danubio      | 0:2 | Fénix             | Jardines del Hipódromo | 6 de marzo | 10:30 |
| Rentistas    | 0:1 | Defensor Sporting | Complejo Rentistas     | 6 de marzo | 16:30 |
| Racing       | 0:1 | River Plate       | Parque Roberto         | 6 de marzo | 16:30 |
| Wanderers    | 0:1 | Plaza Colonia     | Parque Viera           | 6 de marzo | 16:30 |
| Nacional     | 1:1 | Juventud          | Gran Parque Central    | 6 de marzo | 20:00 |

| El Tanque Sisley  | 0:1 | Villa Teresa  | Campeones Olímpicos     | 18 de marzo | 20:00 |
| Fénix             | 1:1 | Rentistas     | Parque Capurro          | 19 de marzo | 16:30 |
| Sud América       | 2:1 | Danubio       | Casto Martínez Laguarda | 19 de marzo | 20:00 |
| Racing            | 0:1 | Peñarol       | Centenario              | 19 de marzo | 20:00 |
| River Plate       | 0:1 | Plaza Colonia | Parque Saroldi          | 20 de marzo | 10:30 |
| Cerro             | 1:0 | Nacional      | Luis Tróccoli           | 20 de marzo | 15:00 |
| Juventud          | 3:3 | Wanderers     | Parque Artigas          | 20 de marzo | 16:30 |
| Defensor Sporting | 1:2 | Liverpool     | Luis Franzini           | 20 de marzo | 20:00 |

| Danubio       | 1:1 | Racing            | Jardines del Hipódromo | 2 de abril | 15:30 |
| Villa Teresa  | 2:2 | Defensor Sporting | Parque José Nasazzi    | 2 de abril | 15:30 |
| Plaza Colonia | 1:2 | Juventud          | Alberto Suppici        | 2 de abril | 16:00 |
| Nacional      | 3:1 | El Tanque Sisley  | Gran Parque Central    | 2 de abril | 19:00 |
| Wanderers     | 3:1 | Cerro             | Parque Viera           | 3 de abril | 15:00 |
| Rentistas     | 1:0 | Sud América       | Complejo Rentistas     | 3 de abril | 15:30 |
| Liverpool     | 1:1 | Fénix             | Belvedere              | 3 de abril | 15:30 |
| Peñarol       | 0:2 | River Plate       | Centenario             | 3 de abril | 18:00 |

| Racing            | 0:3 | Rentistas     | Parque Roberto          | 9 de abril  | 15:30 |
| Fénix             | 1:0 | Villa Teresa  | Parque Capurro          | 9 de abril  | 15:30 |
| Peñarol           | 2:1 | Danubio       | Campeón del Siglo       | 9 de abril  | 19:00 |
| Sud América       | 0:3 | Liverpool     | Casto Martínez Laguarda | 9 de abril  | 20:00 |
| El Tanque Sisley  | 1:3 | Wanderers     | Campeones Olímpicos     | 10 de abril | 15:30 |
| Cerro             | 0:0 | Plaza Colonia | Luis Tróccoli           | 10 de abril | 15:30 |
| River Plate       | 0:0 | Juventud      | Parque Saroldi          | 10 de abril | 15:30 |
| Defensor Sporting | 2:4 | Nacional      | Luis Franzini           | 10 de abril | 19:00 |

| Plaza Colonia | 2:1 | El Tanque Sisley  | Alberto Suppici        | 23 de abril | 15:00 |
| Liverpool     | 3:2 | Racing            | Belvedere              | 23 de abril | 15:30 |
| Wanderers     | 0:0 | Defensor Sporting | Parque Viera           | 23 de abril | 15:30 |
| Nacional      | 1:0 | Fénix             | Gran Parque Central    | 23 de abril | 20:15 |
| Danubio       | 0:3 | River Plate       | Jardines del Hipódromo | 24 de abril | 15:30 |
| Villa Teresa  | 0:1 | Sud América       | Parque José Nasazzi    | 24 de abril | 15:30 |
| Juventud      | 1:3 | Cerro             | Parque Artigas         | 24 de abril | 15:30 |
| Rentistas     | 1:3 | Peñarol           | Centenario             | 24 de abril | 19:00 |

| Racing            | 2:3 | Villa Teresa  | Parque Roberto         | 28 de abril | 15:30 |
| Danubio           | 1:2 | Rentistas     | Jardines del Hipódromo | 29 de abril | 15:30 |
| El Tanque Sisley  | 0:2 | Juventud      | Campeones Olímpicos    | 29 de abril | 19:00 |
| Peñarol           | 1:0 | Liverpool     | Campeón del Siglo      | 29 de abril | 21:30 |
| River Plate       | 3:1 | Cerro         | Parque Saroldi         | 30 de abril | 10:30 |
| Fénix             | 2:1 | Wanderers     | Parque Capurro         | 30 de abril | 13:00 |
| Defensor Sporting | 1:1 | Plaza Colonia | Luis Franzini          | 30 de abril | 15:30 |
| Sud América       | 1:1 | Nacional      | Centenario             | 30 de abril | 19:00 |

| Wanderers     | 0:2 | Sud América       | Parque Viera        | 7 de mayo | 15:00 |
| Plaza Colonia | 1:0 | Fénix             | Alberto Suppici     | 7 de mayo | 16:00 |
| Villa Teresa  | 0:3 | Peñarol           | Centenario          | 7 de mayo | 19:00 |
| Cerro         | 2:0 | El Tanque Sisley  | Luis Tróccoli       | 8 de mayo | 13:00 |
| Rentistas     | 2:1 | River Plate       | Complejo Rentistas  | 8 de mayo | 15:00 |
| Juventud      | 2:1 | Defensor Sporting | Parque Artigas      | 8 de mayo | 15:00 |
| Liverpool     | 0:3 | Danubio           | Belvedere           | 8 de mayo | 15:30 |
| Nacional      | 1:0 | Racing            | Gran Parque Central | 8 de mayo | 19:00 |

| Racing            | 1:3 | Wanderers        | Parque Roberto          | 14 de mayo | 15:00 |
| River Plate       | 1:0 | El Tanque Sisley | Parque Saroldi          | 14 de mayo | 15:00 |
| Fénix             | 2:2 | Juventud         | Parque Capurro          | 14 de mayo | 15:00 |
| Danubio           | 1:1 | Villa Teresa     | Jardines del Hipódromo  | 14 de mayo | 15:00 |
| Defensor Sporting | 1:0 | Cerro            | Luis Franzini           | 14 de mayo | 17:30 |
| Rentistas         | 0:1 | Liverpool        | Complejo Rentistas      | 15 de mayo | 10:00 |
| Peñarol           | 2:2 | Nacional         | Centenario              | 15 de mayo | 15:00 |
| Sud América       | 0:2 | Plaza Colonia    | Casto Martínez Laguarda | 15 de mayo | 19:15 |

| Wanderers        | 4:1 | Peñarol           | Parque Viera        | 21 de mayo | 15:00 |
| Juventud         | 0:1 | Sud América       | Parque Artigas      | 21 de mayo | 15:00 |
| Plaza Colonia    | 2:2 | Racing            | Alberto Suppici     | 21 de mayo | 18:00 |
| Cerro            | 2:1 | Fénix             | Luis Tróccoli       | 22 de mayo | 15:00 |
| Liverpool        | 1:0 | River Plate       | Belvedere           | 22 de mayo | 15:00 |
| El Tanque Sisley | 5:6 | Defensor Sporting | Campeones Olímpicos | 22 de mayo | 15:00 |
| Villa Teresa     | 1:1 | Rentistas         | Parque José Nasazzi | 22 de mayo | 15:00 |
| Nacional         | 0:2 | Danubio           | Gran Parque Central | 22 de mayo | 19:00 |

| Rentistas   | 2:0 | Nacional          | Luis Franzini           | 28 de mayo | 15:00 |
| Fénix       | 1:0 | El Tanque Sisley  | Parque Capurro          | 28 de mayo | 15:00 |
| Racing      | 0:0 | Juventud          | Parque Roberto          | 28 de mayo | 15:00 |
| Danubio     | 1:4 | Wanderers         | Jardines del Hipódromo  | 28 de mayo | 15:00 |
| Liverpool   | 1:0 | Villa Teresa      | Belvedere               | 28 de mayo | 15:00 |
| River Plate | 1:2 | Defensor Sporting | Parque Saroldi          | 29 de mayo | 15:00 |
| Sud América | 2:2 | Cerro             | Casto Martínez Laguarda | 29 de mayo | 16:15 |
| Peñarol     | 1:2 | Plaza Colonia     | Campeón del Siglo       | 29 de mayo | 16:15 |

| Cerro             | 1:2 | Racing      | Luis Tróccoli       | 4 de junio | 15:00 |
| Wanderers         | 2:1 | Rentistas   | Parque Viera        | 4 de junio | 15:00 |
| Juventud          | 1:1 | Peñarol     | Centenario          | 4 de junio | 15:00 |
| Nacional          | 0:2 | Liverpool   | Gran Parque Central | 4 de junio | 15:00 |
| El Tanque Sisley  | 0:1 | Sud América | Campeones Olímpicos | 5 de junio | 15:00 |
| Defensor Sporting | 1:0 | Fénix       | Luis Franzini       | 5 de junio | 15:00 |
| Villa Teresa      | 2:0 | River Plate | Parque José Nasazzi | 5 de junio | 15:00 |
| Plaza Colonia     | 0:0 | Danubio     | Alberto Suppici     | 5 de junio | 15:30 |

### Posiciones
|                                                        | Pos. |  | Equipos              | Mov. | PJ | PG | PE | PP | GF | GC | DG  | Puntos |
| ------------------------------------------------------ | ---- |  | -------------------- | ---- | -- | -- | -- | -- | -- | -- | --- | ------ |
|                                                        | 1    |  | Plaza Colonia        |      | 15 | 9  | 5  | 1  | 20 | 9  | +11 | 32     |
|                                                        | 2    |  | Peñarol              |      | 15 | 8  | 3  | 4  | 25 | 18 | +7  | 27     |
|                                                        | 3    |  | Sud América          |      | 15 | 7  | 4  | 4  | 17 | 16 | +1  | 25     |
|                                                        | 4    |  | Montevideo Wanderers |      | 15 | 7  | 3  | 5  | 31 | 21 | +10 | 24     |
|                                                        | 5    |  | Nacional             |      | 15 | 7  | 3  | 5  | 21 | 17 | +4  | 24     |
|                                                        | 6    |  | Cerro                |      | 15 | 7  | 3  | 5  | 17 | 15 | +2  | 24     |
|                                                        | 7    |  | Fénix                |      | 15 | 6  | 5  | 4  | 18 | 13 | +5  | 23     |
|                                                        | 8    |  | Liverpool            |      | 15 | 7  | 1  | 7  | 16 | 18 | -2  | 22     |
|                                                        | 9    |  | Rentistas            |      | 15 | 6  | 3  | 6  | 18 | 17 | +1  | 21     |
|                                                        | 10   |  | Defensor Sporting    |      | 15 | 6  | 3  | 6  | 23 | 29 | -6  | 21     |
|                                                        | 11   |  | Villa Teresa         |      | 15 | 5  | 4  | 6  | 15 | 18 | -3  | 19     |
|                                                        | 12   |  | Juventud             |      | 15 | 4  | 6  | 5  | 19 | 19 | 0   | 18     |
|                                                        | 13   |  | River Plate          |      | 15 | 5  | 3  | 7  | 15 | 16 | -1  | 18     |
|                                                        | 14   |  | Racing               |      | 15 | 3  | 5  | 7  | 19 | 24 | -5  | 14     |
|                                                        | 15   |  | Danubio              |      | 15 | 3  | 4  | 8  | 18 | 25 | -7  | 13     |
|                                                        | 16   |  | El Tanque Sisley     |      | 15 | 2  | 1  | 12 | 14 | 30 | -16 | 7      |
| Última actualización: 4 de junio de 2016 17:25 (GMT-3) |      |  |                      |      |    |    |    |    |    |    |     |        |

- El campeón del torneo Clausura clasifica (en caso de no hacerlo a la Copa Libertadores) a la Copa Sudamericana automáticamente, perdiendo su cupo el peor clasificado a este torneo de la Tabla Anual.

|  | Ganador del Torneo Clausura. Avanza a la Semifinal del Campeonato Uruguayo. |

### Evolución de la clasificación
| Equipo            | 1  | 2  | 3  | 4  | 5  | 6  | 7  | 8  | 9  | 10 | 11 | 12 | 13 | 14 | 15 |
| ----------------- | -- | -- | -- | -- | -- | -- | -- | -- | -- | -- | -- | -- | -- | -- | -- |
| Cerro             | 10 | 7  | 8  | 7  | 5  | 3  | 5  | 5  | 4  | 5  | 4  | 5  | 4  | 4  | 6  |
| Danubio           | 6  | 8  | 7  | 10 | 12 | 15 | 15 | 16 | 16 | 16 | 15 | 15 | 14 | 14 | 15 |
| Defensor Sporting | 13 | 14 | 16 | 14 | 10 | 10 | 14 | 15 | 14 | 14 | 14 | 13 | 13 | 11 | 10 |
| El Tanque Sisley  | 14 | 16 | 13 | 12 | 8  | 9  | 13 | 14 | 15 | 15 | 16 | 16 | 16 | 16 | 16 |
| Fénix             | 8  | 5  | 6  | 5  | 2  | 4  | 3  | 3  | 5  | 4  | 5  | 4  | 6  | 5  | 7  |
| Juventud          | 11 | 13 | 12 | 13 | 14 | 12 | 10 | 10 | 12 | 11 | 9  | 9  | 10 | 12 | 12 |
| Liverpool         | 15 | 15 | 15 | 16 | 16 | 16 | 16 | 13 | 11 | 12 | 12 | 12 | 12 | 9  | 8  |
| Nacional          | 2  | 1  | 2  | 3  | 4  | 6  | 2  | 2  | 2  | 3  | 3  | 3  | 3  | 3  | 5  |
| Peñarol           | 7  | 3  | 1  | 2  | 3  | 2  | 4  | 4  | 3  | 1  | 1  | 2  | 2  | 2  | 2  |
| Plaza Colonia     | 3  | 4  | 4  | 1  | 1  | 1  | 1  | 1  | 1  | 2  | 2  | 1  | 1  | 1  | 1  |
| Racing            | 4  | 2  | 3  | 4  | 6  | 8  | 8  | 11 | 13 | 13 | 13 | 14 | 15 | 15 | 14 |
| Rentistas         | 12 | 10 | 9  | 11 | 15 | 13 | 11 | 7  | 9  | 8  | 7  | 8  | 9  | 8  | 9  |
| River Plate       | 9  | 12 | 14 | 15 | 11 | 14 | 12 | 12 | 8  | 6  | 8  | 6  | 8  | 10 | 13 |
| Sud América       | 5  | 9  | 5  | 6  | 7  | 5  | 6  | 8  | 6  | 7  | 6  | 7  | 5  | 6  | 3  |
| Villa Teresa      | 16 | 11 | 10 | 8  | 9  | 7  | 7  | 9  | 10 | 9  | 10 | 11 | 11 | 13 | 11 |
| Wanderers         | 1  | 6  | 11 | 9  | 13 | 11 | 9  | 6  | 7  | 10 | 11 | 10 | 7  | 7  | 4  |

### Goleadores Clausura
| Jugador           | Equipo            | Goles | Jugada | Cabeza | Falta | Penal |
| ----------------- | ----------------- | ----- | ------ | ------ | ----- | ----- |
| Gastón Rodríguez  | Wanderers         | 16    | 14     | 0      | 0     | 1     |
| Junior Arias      | Liverpool         | 10    | 7      | 0      | 0     | 3     |
| Maximiliano Gómez | Defensor Sporting | 9     | 4      | 3      | 0     | 0     |
| Germán Rivero     | Plaza Colonia     | 8     | 4      | 3      | 0     | 0     |

## Tabla Anual
|                                                        | Pos. | Equipos              | Mov. | PJ | PG | PE | PP | GF | GC | DG  | Puntos |
| ------------------------------------------------------ | ---- | -------------------- | ---- | -- | -- | -- | -- | -- | -- | --- | ------ |
|                                                        | 1    | Peñarol              |      | 30 | 17 | 7  | 6  | 53 | 35 | +18 | 58     |
|                                                        | 2    | Nacional             |      | 30 | 16 | 6  | 8  | 53 | 38 | +15 | 54     |
|                                                        | 3    | Cerro                |      | 30 | 16 | 4  | 10 | 42 | 34 | +8  | 52     |
|                                                        | 4    | Plaza Colonia        |      | 30 | 12 | 13 | 5  | 35 | 25 | +10 | 49     |
|                                                        | 5    | Montevideo Wanderers |      | 30 | 13 | 9  | 8  | 53 | 37 | +16 | 48     |
|                                                        | 6    | Fénix                |      | 30 | 12 | 10 | 8  | 35 | 25 | +10 | 46     |
|                                                        | 7    | Sud América          |      | 30 | 11 | 10 | 9  | 34 | 38 | -4  | 43     |
|                                                        | 8    | Defensor Sporting    |      | 30 | 12 | 6  | 12 | 48 | 54 | -6  | 42     |
|                                                        | 9    | River Plate          |      | 30 | 12 | 5  | 13 | 46 | 41 | +5  | 41     |
|                                                        | 10   | Liverpool            |      | 30 | 12 | 4  | 14 | 31 | 42 | -11 | 40     |
|                                                        | 11   | Rentistas            |      | 30 | 11 | 6  | 13 | 36 | 36 | 0   | 39     |
|                                                        | 12   | Danubio              |      | 30 | 9  | 8  | 13 | 39 | 38 | +1  | 35     |
|                                                        | 13   | Juventud             |      | 30 | 8  | 9  | 13 | 33 | 44 | -11 | 33     |
|                                                        | 14   | Racing               |      | 30 | 7  | 10 | 13 | 40 | 50 | -10 | 31     |
|                                                        | 15   | El Tanque Sisley     |      | 30 | 7  | 5  | 18 | 31 | 47 | -16 | 26     |
|                                                        | 16   | Villa Teresa         |      | 30 | 6  | 6  | 18 | 24 | 49 | -25 | 24     |
| Última actualización: 4 de junio de 2016 17:25 (GMT-3) |      |                      |      |    |    |    |    |    |    |     |        |

|  | Campeón de la Tabla Anual. Finalista del Campeonato Uruguayo y clasificado a Fase de Grupos de la Copa Conmebol Libertadores 2017. |
|  | Clasificado a la Fase de Grupos de la Copa Conmebol Libertadores 2017 como segundo mejor puntaje acumulado.                        |
|  | Clasificado a la Fase 2 de la Copa Conmebol Libertadores 2017 como tercer mejor puntaje acumulado.                                 |
|  | Clasificados a Copa Sudamericana 2016.                                                                                             |

### Tabla de resultados
|               |         | Visitante |     |     |       |         |           |     |           |             |     |               |     |          |     |     |
| Nacional      | Penarol | Cerro     |     |     | Fénix | Danubio | El Tanque |     | Rentistas | Sud América |     | Plaza Colonia |     | Juventud |     |     |
| Local         |         |           |     |     |       |         |           |     |           |             |     |               |     |          |     |     |
| Nacional      |         | 1:1       | 4:3 | 2:1 | 2:1   | 1:0     | 0:2       | 3:1 | 4:0       | 3:2         | 1:2 | 0:2           | 1:0 | 1:0      | 1:1 | 4:1 |
| Penarol       | 2:2     |           | 2:1 | 1:1 | 0:2   | 2:1     | 2:1       | 2:2 | 5:1       | 1:0         | 1:1 | 1:0           | 1:2 | 3:1      | 1:0 | 4:1 |
| Cerro         | 1:0     | 0:3       |     | 1:0 | 1:1   | 2:1     | 1:0       | 2:0 | 2:3       | 1:0         | 2:0 | 1:0           | 0:0 | 1:2      | 4:1 | 3:1 |
|               | 2:1     | 4:1       | 3:1 |     | 5:1   | 1:1     | 0:0       | 1:0 | 0:0       | 2:1         | 0:2 | 1:1           | 0:1 | 2:2      | 0:1 | 2:3 |
|               | 0:3     | 4:0       | 3:1 | 1:1 |       | 1:2     | 2:1       | 1:0 | 1:2       | 2:3         | 2:0 | 2:2           | 0:1 | 3:1      | 0:0 | 4:0 |
|               | 0:2     | 2:0       | 0:1 | 2:1 | 1:1   |         | 2:1       | 1:0 | 3:0       | 1:1         | 2:0 | 1:1           | 0:0 | 3:1      | 2:2 | 1:0 |
| Danubio       | 2:0     | 0:1       | 3:1 | 1:4 | 0:3   | 0:2     |           | 3:3 | 2:3       | 1:2         | 1:1 | 4:0           | 2:2 | 1:1      | 2:1 | 1:1 |
| Tanque        | 1:1     | 0:2       | 2:3 | 1:3 | 2:1   | 1:0     | 4:1       |     | 5:6       | 2:1         | 0:1 | 0:1           | 0:1 | 2:3      | 0:2 | 0:1 |
|               | 2:4     | 3:1       | 1:0 | 2:3 | 1:2   | 1:0     | 3:2       | 2:2 |           | 2:0         | 1:2 | 1:2           | 1:1 | 1:3      | 4:1 | 1:1 |
| Rentistas     | 2:0     | 1:3       | 0:0 | 1:2 | 2:1   | 0:0     | 0:2       | 0:2 | 0:1       |             | 1:0 | 0:1           | 1:3 | 0:0      | 2:1 | 1:0 |
| Sud América   | 1:1     | 1:4       | 2:2 | 1:0 | 2:1   | 1:1     | 2:1       | 1:1 | 2:0       | 3:3         |     | 0:3           | 0:2 | 2:2      | 1:1 | 3:1 |
|               | 2:3     | 1:3       | 1:0 | 1:4 | 1:0   | 1:1     | 0:3       | 1:1 | 2:1       | 0:3         | 3:0 |               | 1:2 | 3:2      | 1:3 | 1:0 |
| Plaza Colonia | 2:0     | 1:1       | 0:1 | 1:1 | 3:2   | 1:0     | 0:0       | 2:1 | 0:0       | 1:2         | 1:1 | 1:0           |     | 2:2      | 1:2 | 0:1 |
|               | 2:2     | 0:1       | 0:2 | 1:3 | 0:1   | 2:2     | 0:0       | 2:0 | 0:2       | 0:3         | 2:0 | 3:1           | 2:2 |          | 0:0 | 2-3 |
| Juventud      | 2:3     | 1:1       | 1:3 | 3:3 | 2:3   | 0:1     | 0:2       | 1:0 | 2:1       | 0:3         | 0:1 | 1:0           | 1:1 | 3:2      |     | 0:1 |
|               | 0:3     | 0:3       | 0:1 | 2:3 | 2:0   | 0:2     | 0:1       | 0:1 | 2:2       | 1:1         | 0:1 | 0:1           | 1:1 | 1:2      | 0:0 |     |

|  | Gana el local |  | empate |  | gana el visitante |

## Definición del campeonato
|  | Semifinal 12 de junio            | Semifinal 12 de junio |  |  | Final                         |   |   |
|  |                                  |                       |  |  |                               |   |   |
|  |                                  |                       |  |  |                               |   |   |
|  | Peñarol (Ganador Apertura)       | 3                     |  |  |                               |   |   |
|  | Plaza Colonia (Ganador Clausura) | 1                     |  |  |                               |   |   |
|  |                                  |                       |  |  |                               |   |   |
|  |                                  |                       |  |  | Peñarol (Ganador Semifinal)   | - | - |
|  |                                  |                       |  |  | Peñarol (Ganador Tabla Anual) | - | - |
|  |                                  |                       |  |  |                               |   |   |

Los equipos que disputen la final (no confundir con la semifinal) del Uruguayo clasifican a la Fase de Grupos de la Copa Libertadores 2017. El Campeón Uruguayo además clasifica a la Copa Sudamericana 2016.

### Semifinal
| 1          | POR        | Gastón Guruceaga    |     |
| 13         | DEF        | Matías Aguirregaray |     |
| 23         | DEF        | Carlos Valdez       |     |
| 2          | DEF        | Guillermo Rodríguez |     |
| 15         | DEF        | Maximiliano Olivera |     |
| 5          | MED        | Marcel Novick       | 83' |
| 25         | MED        | Nahitan Nández      | 73' |
| 16         | MED        | Federico Valverde   |     |
| 10         | DEL        | Diego Forlán        |     |
| 29         | DEL        | Miguel Murillo      |     |
| 9          | DEL        | Diego Ifrán         | 62' |
| Entrenador | Entrenador | Jorge Da Silva      |     |

| 1          | POR        | Kevin Dawson       |      |
| 13         | DEF        | Santiago de Ávila  |      |
| 2          | DEF        | Germán Ferreira    |      |
| 3          | DEF        | Carlos Rodríguez   |      |
| 14         | DEF        | Alejandro Villoldo |      |
| 10         | MED        | Nicolás Milesi     |      |
| 7          | MED        | Alejandro Furia    |      |
| 5          | MED        | Matías Caseras     |      |
| 15         | DEL        | Facundo Waller     | 68'  |
| 11         | DEL        | Nicolás Dibble     | 105' |
| 38         | DEL        | Germán Rivero      | 98'  |
| Entrenador | Entrenador | Eduardo Espinel    |      |

| 27 | DEL | Diego Rossi      | 62' |
| 28 | MED | Tomás Costa      | 73' |
| 26 | DEL | Mauricio Affonso | 83' |

| 18 | MED | Mariano Bogliacino | 68'  |
| 9  | DEL | Sergio Leal        | 98'  |
| 27 | DEL | Federico Puppo     | 105' |

| Anotado | 79'  | Diego Rossi         | 1-1 |
| Anotado | 109' | Maximiliano Olivera | 2-1 |
| Anotado | 112' | Mauricio Affonso    | 3-1 |

| Anotado | 69' | Alejandro Furia | 0-1 |

| Árbitro             | Christian Ferreyra |
| Árbitros asistentes | Mauricio Espinosa  |
| Árbitros asistentes | Raúl Hartwing      |
| Cuarto Árbitro      | Pablo Giménez      |

| 1          | POR        | Gastón Guruceaga    |     |
| 13         | DEF        | Matías Aguirregaray |     |
| 23         | DEF        | Carlos Valdez       |     |
| 2          | DEF        | Guillermo Rodríguez |     |
| 15         | DEF        | Maximiliano Olivera |     |
| 5          | MED        | Marcel Novick       | 83' |
| 25         | MED        | Nahitan Nández      | 73' |
| 16         | MED        | Federico Valverde   |     |
| 10         | DEL        | Diego Forlán        |     |
| 29         | DEL        | Miguel Murillo      |     |
| 9          | DEL        | Diego Ifrán         | 62' |
| Entrenador | Entrenador | Jorge Da Silva      |     |

| 1          | POR        | Kevin Dawson       |      |
| 13         | DEF        | Santiago de Ávila  |      |
| 2          | DEF        | Germán Ferreira    |      |
| 3          | DEF        | Carlos Rodríguez   |      |
| 14         | DEF        | Alejandro Villoldo |      |
| 10         | MED        | Nicolás Milesi     |      |
| 7          | MED        | Alejandro Furia    |      |
| 5          | MED        | Matías Caseras     |      |
| 15         | DEL        | Facundo Waller     | 68'  |
| 11         | DEL        | Nicolás Dibble     | 105' |
| 38         | DEL        | Germán Rivero      | 98'  |
| Entrenador | Entrenador | Eduardo Espinel    |      |

| 27 | DEL | Diego Rossi      | 62' |
| 28 | MED | Tomás Costa      | 73' |
| 26 | DEL | Mauricio Affonso | 83' |

| 18 | MED | Mariano Bogliacino | 68'  |
| 9  | DEL | Sergio Leal        | 98'  |
| 27 | DEL | Federico Puppo     | 105' |

| Anotado | 79'  | Diego Rossi         | 1-1 |
| Anotado | 109' | Maximiliano Olivera | 2-1 |
| Anotado | 112' | Mauricio Affonso    | 3-1 |

| Anotado | 69' | Alejandro Furia | 0-1 |

| Árbitro             | Christian Ferreyra |
| Árbitros asistentes | Mauricio Espinosa  |
| Árbitros asistentes | Raúl Hartwing      |
| Cuarto Árbitro      | Pablo Giménez      |

|                                                      |
| Bandera de Uruguay                                   |
| Campeón Uruguayo 2015-16 Peñarol 48.vo título de AUF |

## Goleadores
Datos según FIFA.com Archivado el 2 de abril de 2016 en Wayback Machine.
| Pos. | Jugador             | Equipo            | Goles | Penal |
| ---- | ------------------- | ----------------- | ----- | ----- |
| 1    | Gastón Rodríguez    | Wanderers         | 19    | 2     |
| 1    | Junior Arias        | Liverpool         | 19    | 5     |
| 3    | Maximiliano Gómez   | Defensor Sporting | 14    | 0     |
| 4    | Juan Manuel Olivera | Danubio           | 11    | 3     |
| 4    | Michael Santos      | River Plate       | 11    | 5     |
| 4    | Maximiliano Pérez   | Fénix             | 11    | 6     |

## Tabla del descenso
La tabla del descenso se compone de la suma de los puntos de la tabla anual de esta temporada y los de la tabla anual de la temporada anterior. Aquellos equipos que ascendieron la temporada pasada, duplican su puntaje.
Los tres últimos clasificados, descienden directamente a Segunda División. En caso de empates en puntos entre dos equipos habrán partidos de desempate; si los empatados son más de dos equipos, se ordenan por diferencia de gol, y jugarán partidos los dos últimos entre los ordenados.
|  | 1                                                      | Nacional             |  | 60 | 63 | 54 | 117 |
|  | 2                                                      | Peñarol              |  | 60 | 55 | 58 | 113 |
|  | 3                                                      | Plaza Colonia1       |  | 30 | SD | 49 | 98  |
|  | 4                                                      | River Plate          |  | 60 | 54 | 41 | 95  |
|  | 5                                                      | Defensor Sporting    |  | 60 | 48 | 42 | 90  |
|  | 6                                                      | Cerro                |  | 60 | 34 | 52 | 86  |
|  | 7                                                      | Sud América          |  | 60 | 42 | 43 | 85  |
|  | 8                                                      | Danubio              |  | 60 | 49 | 35 | 84  |
|  | 9                                                      | Fénix                |  | 60 | 37 | 46 | 83  |
|  | 10                                                     | Montevideo Wanderers |  | 60 | 34 | 48 | 82  |
|  | 11                                                     | Liverpool1           |  | 30 | SD | 40 | 80  |
|  | 12                                                     | Juventud             |  | 60 | 45 | 33 | 78  |
|  | 13                                                     | Racing               |  | 60 | 45 | 31 | 76  |
|  | 14                                                     | Rentistas            |  | 60 | 34 | 39 | 73  |
|  | 15                                                     | El Tanque Sisley     |  | 60 | 36 | 26 | 62  |
|  | 16                                                     | Villa Teresa1        |  | 30 | SD | 24 | 48  |
|  | Última actualización: 4 de junio de 2016 17:40 (UTC-3) |                      |  |    |    |    |     |

Notas

1. Clubes recién ascendidos, que duplican los puntos obtenidos esta temporada para la Tablas del descenso.

|  | Descendidos a la Segunda División Profesional. |